# جو جونگ هیوک
جو جونگ هیوک (کره‌ای: 주종혁؛ زادهٔ ۲۷ ژوئیه ۱۹۹۱) بازیگر اهل کره جنوبی است. او در مجموعهٔ تلویزیونی سال ۲۰۲۲ وکیل وو خارق‌العاده در نقش وکیل کوان مین وو حضور پیدا کرد. از آثار دیگری که در آنها ایفای نقش کرده‌است می‌توان به سلول‌های یومی (۲۰۲۱–۲۰۲۲)، دی.پی. (۲۰۲۱) و شادی (۲۰۲۱) اشاره کرد.

## فیلم‌شناسی

### فیلم
| سال  | عنوان           | نقش          | توضیحات    | منابع |
| ---- | --------------- | ------------ | ---------- | ----- |
| ۲۰۲۰ | Them in Us      |              |            | [ ۴ ] |
| ۲۰۲۲ | اسپای مدل       | کیم هیونگ وو | فیلم مستقل | [ ۴ ] |
| ۲۰۲۲ | A Very Hot Wind |              | فیلم کوتاه | [ ۵ ] |

### مجموعه تلویزیونی
| سال       | عنوان                                     | نقش          | توضیحات         | منابع  |
| --------- | ----------------------------------------- | ------------ | --------------- | ------ |
| ۲۰۲۱      | نقاب                                      | چانگ گیو     |                 | [ ۶ ]  |
| ۲۰۲۱–۲۰۲۲ | سلول‌های یومی                              | لوییس        | فصل ۱–۲         | [ ۷ ]  |
| ۲۰۲۱      | شادی                                      | کیم سونگ بوم |                 | [ ۸ ]  |
| ۲۰۲۲      | وکیل وو خارق‌العاده                        | کوان مین وو  |                 | [ ۹ ]  |
| ۲۰۲۲      | درامای ویژه کی‌بی‌اس – Do You Know Ashtanga | سول ته جون   | درامای تک قسمتی | [ ۱۰ ] |

### مجموعه اینترنتی
| سال  | عنوان  | نقش         | منابع  |
| ---- | ------ | ----------- | ------ |
| ۲۰۲۱ | دی.پی. | لی هیو سانگ | [ ۱۱ ] |

### میزبان
| سال  | عنوان                                     | توضیحات            | منابع  |
| ---- | ----------------------------------------- | ------------------ | ------ |
| ۲۰۲۲ | فستیوال کره‌ای - ۱۲۰ سال رؤیا              | همراه پارک سو هیون | [ ۱۲ ] |
| ۲۰۲۲ | پنجمین فستیوال بین‌المللی فیلم کوتاه جونجو | همراه یون گوم‌سون‌آه | [ ۱۳ ] |